# Фредерік Тобіас Цеттелер
Фредерік Тобіас Цеттелер (11 лютого 1812, Роттердам — 19 серпня 1896) — американський підприємець і політик нідерландського походження.

## Біографія
Фредерік Цеттелер народився в Роттердамі, Нідерландах, у сім'ї королівського кравця. 5 березня 1841 року він одружився з Сарою Якобі (Сміт) Фагг — вдовою з Вліссінгена, яка належала до відомої місцевої родини англійського та голландського походження. Після смерті свого першого чоловіка, капітана Джона Фагга, Сара керувала сімейним бізнесом протягом двох років.
Після другого банкрутства Цеттелер разом із родиною емігрував з Антверпена до Нью-Йорка на вітрильному судні. Звідти вони вирушили до Олбані (штат Нью-Йорк), а далі — каналами й Великими озерами — до Мілвокі, де 3 липня 1848 року оселилися на фермі. У 1853 році Цеттелер переїхав із сім'єю до Медісона (штат Вісконсин), де відкрив магазин. Управлінням закладом займалися його дружина й діти, а сам Фредерік працював у державних установах, зокрема на посадах Державного секретаря штату Вісконсин і реєстратора актів. У 1855 році він також був призначений державним нотаріусом.
У 1858 році пожежа знищила все майно родини, після чого Цеттелер повернувся до Мілвокі та зайнявся будівельним бізнесом. Окрім того, він служив мировим суддею, нотаріусом і заступником маршала США.
У 1863 році Цеттелера обрали до Асамблеї штату Вісконсин від Демократичної партії — з 6-го округу Мілвокі (що охоплював 6-й і 9-й райони міста). Він замінив свого однопартійця Адама Пертнера (або Поертнера) і увійшов до постійного комітету з розгляду законопроєктів. У 1865 році його наступником став демократ Джейкоб Оберман.
У 1867 році Цеттелера обрали делегатом до з'їзду, який переглядав статут міста Мілвокі. У 1874 році його знову обрали до Асамблеї — цього разу від 9-го округу Мілвокі (9-й і 10-й райони), де він здобув 922 голоси проти 675 голосів республіканця Ендрю Кі. Під час цього терміну одночасно в Асамблеї працював його пасинок Пітер Фагг, який представляв 2-й округ Мілвокі. Цеттелер не балотувався на переобрання; його місце зайняв Джордж Г. Вальтер з Партії реформ, до якої також належав Пітер Фагг.